# Sacramento Geckos
O Sacramento Geckos foi um clube americano de futebol  que competiu na United Soccer Leagues de 1997 a 1999. O clube foi fundado como o Albuquerque Geckos em Albuquerque, Novo México, em 1997, antes de ser vendido e transferido para Sacramento, Califórnia, na temporada de 1999. 
Os Geckos tiveram grande sucesso em sua estréia, vencendo o campeonato da USL D-3 Pro League em 1997, antes de passar para a A-League de 1998. A equipe sofreu uma temporada miserável, onde venceu apenas cinco jogos. A mudança para a Califórnia não produziu sucesso, pois os Geckos não conseguiram vencer um jogo ou sobreviver à temporada, com a USL entrando para comprar o time, renomeando-o para Team Sacramento antes de desistir no final da campanha de 1999. 

## História
Os Geckos surgiram de uma turbulenta história do futebol no Novo México, seguindo uma década de futebol de clubes semi-profissional / profissional em Albuquerque de 1986-1996 com o New Mexico Chiles . Com essa rica história do futebol, Albuquerque e o proprietário Al Valentine se comprometeram com o futebol profissional com a estreia dos Geckos na USL D-3 Pro League em 1997. A equipe teve sucesso instantâneo com um recorde de 15-3 (WL), vencendo o campeonato no primeiro ano. 
Após esse sucesso, a equipe subiu para o nível 2 na pirâmide de futebol americana, ingressando na A-League de 1998. O clube não conseguiu produzir resultados semelhantes e, sobrecarregado com problemas financeiros, foi vendido a um novo grupo acionário em Sacramento, Califórnia .  Condenado desde o início, o Sacramento Geckos lutou com a dívida existente no clube e com mais resultados ruins em campo, estabelecendo um recorde de todos os tempos na liga, perdendo todos os 28 jogos e sendo superado por 91 a 16 pelo ano,  durando apenas metade do tempo. temporada antes das United Soccer Leagues serem forçadas a comprar o time, renomeando-as como Team Sacramento . A equipe desistiu após a temporada de 1999.